# 10472 Santana-Ros
A 10472 Santana-Ros (ideiglenes jelöléssel (10472) 1981 EO20) a Naprendszer kisbolygóövében található aszteroida. Schelte J. Bus fedezte fel 1981. március 2-án.

## Kapcsolódó szócikk
- Kisbolygók listája (10001–10500)